# Artur Zapadnia
Artur Wołodymyrowycz Zapadnia, ukr. Артур Володимирович Западня (ur. 4 czerwca 1990 roku w Pierwomajsku, w obwodzie ługańskim Ukraińska SRR) – ukraiński piłkarz, występujący na pozycji pomocnika.

## Kariera piłkarska

### Kariera klubowa
Wychowanek klubów Wołyń Łuck, Nafkom Browary i Monolit Iljiczewsk, barwy których bronił w juniorskich mistrzostwach Ukrainy (DJuFL). 2 sierpnia 2008 rozpoczął karierę piłkarską w składzie Illicziwca Mariupol. Na początku 2012 przeszedł do Worskły Połtawa. W lutym 2013 podpisał 2-letni kontrakt z Metałurhiem Zaporoże. Latem 2014 przeniósł się do PFK Sumy. 22 czerwca 2016 podpisał kontrakt z Weresem Równe. W lipcu 2018 po zamianie miejsc ligowych dwóch klubów został piłkarzem FK Lwów. 14 stycznia 2019 przeniósł się do Wołyni Łuck. 27 czerwca 2019 przeszedł do Desny Czernihów.

### Kariera reprezentacyjna
Od 2009 do 2011 bronił barw młodzieżowej reprezentacji Ukrainy.

## Sukcesy i odznaczenia

### Sukcesy piłkarskie
Weres Równe
- brązowy medalista Ukraińskiej Pierwszej Ligi: 2016/17